# Цепной натяжитель

Цепной натяжитель производства ПКФ КрепКо артикул A10, разрывная нагрузка 12600кг, допустимая нагрузка 9000кг, рабочая нагрузка 6300кг. На фото представлен со стандартной биркой крепежных изделий.

Цепной натяжитель — устройство для стягивания и выбирания слабины крепежной цепи. Обычно имеют механизм, обеспечивающий предельное затягивание, и два крюка, в которые вставляется крепежная цепь.
Цепные натяжители применяются в тех случаях, когда требуется надежно зафиксировать крупногабаритные или особотяжелые грузы при перевозках. Работают в составе цепных наборов с крепежной цепью и позволяют безопасно перевезти грузы весом от одной-двух до более чем ста тонн.

## Типы натяжителей

### Натяжители по типу А и В
Являются самыми популярными в настоящий момент цепными натяжителями. Имеют храповый механизм и рычаг. Такие изделия также называют рэтчетами. Данный тип натяжителей используют преимущественно для крепления грузов при автомобильных и морских грузоперевозках. Они позволяют быстро и просто закрепить и раскрепить груз. Натяжители по типу B являются модификацией изделия по типу А и отличаются тем, что имеют убирающуюся ручку (складывается к основанию натяжителя и не торчит во время движения).

### Натяжители по типу С
Винтовые эксцентриковые рычаги тип C использовались до того как появились храповые тип А. Подходят для стягивания техники и различных особотяжелых грузов при автомобильных перевозках. В настоящий момент постепенно выходят из употребления по причине трудоемкости их использования и больших временных затрат на крепление с их помощью в сравнении с натяжителями храпового типа.

### Натяжители по типу D
Используются для крепления грузов во время перевозок водным транспортом, а также при перевозках бревен на лесовозах. Представляют собой специальные цепные натяжные рычаги, обеспечивающие более надежное крепление в условиях возможного возникновения разнонаправленных нагрузок на груз.

## Производство и качество цепных натяжителей

### Регулирование производства
Натяжители как и крепежные цепи должны производиться специализированными предприятиями по стандартам, регламентирующим качество и технические характеристики изделий. В США такие этим занимается Министерство Транспорта США, выпускающее специальный бюллетень с описанием требований к крепежным цепям и натяжителям, а также порядок их использования. В России такие стандарты отсутствуют, что позволяет многим посредникам реализовывать под видом крепежных цепей и цепных натяжителей изделия, не соответствующие крепежным требованиям. Чаще всего в странах Таможенного Союза под видом крепежных цепей реализуют цепные стропы, использование которых при перевозках запрещено и опасно падением грузов по причине обрыва креплений из-за возникновения крепежных нагрузок. Основными производителями цепных натяжителей являются заводы в Европе и Китае.

### Цепные натяжители китайского образца
При этом натяжители, произведенные в Китае, имеют нестабильное качество и высокий процент отказов в течение первых двух-трех месяцев регулярного использования. В случае, если китайский цепной натяжитель продолжает работать по истечении первых месяцев использования, он выйдет из строя значительно раньше чем российский или европейский натяжитель по той причине, что у него сточатся зубцы храпового механизма.

### Цепные натяжители производства Европы, США
Цепные натяжители из Европы и США, Канады являются значительно более качественными, чем китайские. Часто такие изделия производятся также в Китае, но в Европе они проходят дополнительный контроль, что позволяет отсеивать низкокачественные образцы. Европейские натяжители служат в среднем в 3-5 раз дольше, чем китайские цепные натяжители.

### Российские цепные натяжители
В России цепные натяжители производят только  Завод КрепЦеп и  ПКФ Крепко. Объемы производства российских натяжителей малы, поскольку по цене они уступают китайским изделиям, а по качеству — европейским. При этом качество российских натяжителей значительно выше, чем качество продукции китайских конкурентов. Также только российские цепные натяжители могут быть использованы в целях импортозамещения и в Российской Армии.